# ジャンナ・ヴォーン
ジャンナ・ヴォーン（Janna Vaughan、1988年7月17日 - ）は、ニュージーランドの女子ラグビー選手。

## プロフィール
- ニュージーランド出身[1]。
- ポジションはセンター(CTB)[2]。
- 身長 160cm、体重 67kg
- 7人制女子ニュージーランド代表に選ばれたことがある[3]。

## 略歴
2017年、三重パールズに加入。